# Émile Dollfus
Pour les articles homonymes, voir Dollfus.
Charles Émile Dollfus (né le 10 avril 1805 à Mulhouse, mort à Baden-Baden le 27 août 1858) était un industriel et homme politique français.

## Biographie
Formé à Lausanne et à l'École des Arts et Métiers de Paris, Émile Dollfus devint un des patrons de l'entreprise textile Dollfus-Mieg et Compagnie (DMC) dirigée par son frère aîné, Jean Dollfus. Cofondateur de la Société industrielle de Mulhouse (SIM), il présida cette institution de 1834 à 1848.
Cousin de Jean-Jacques Koechlin, Émile Dollfus fut nommé maire de Mulhouse en 1843, en remplacement de son beau-frère André Koechlin, démissionnaire. Son mandat fut marqué par une conjoncture défavorable qui limita considérablement les capacités d'action de la municipalité.
En outre, il dut gérer les conséquences de la crise économique et, parmi celles-ci, l'émeute frumentaire dite de la « Fête des Boulangers » (26 juin 1847) : une foule menaçante ayant pillé plusieurs boulangeries, la troupe dut intervenir et il y eut quatre morts ainsi qu'une vingtaine de blessés. Cet évènement eut un impact considérable sur les esprits des industriels mulhousiens, dès lors convaincus de la nécessité sociale des politiques philanthropiques.
La municipalité présidée par Émile Dollfus s'en préoccupa également et, outre des distributions frumentaires, elle employa les ouvriers au chômage à la construction du canal de décharge (destiné à évacuer les crues de l'Ill vers la Doller en amont de la ville, il est aujourd'hui couvert par le parking de la place du Marché).
Élu député à Mulhouse en 1846, il siégea parmi la gauche dynastique d'Odilon Barrot et contribua à la chute de Guizot en participant au banquet du 22 février 1848 et en signant la mise en accusation du ministère. La Révolution de février 1848 ayant éclaté alors qu'il se trouvait à Paris, ce fut son adjoint Pierre Thierry qui présida l'exécutif municipal en son absence. De retour dans sa ville début mars, il y fut accueilli par une population enthousiaste.
Démissionnaire de son mandat municipal, il fut élu représentant à la Constituante en avril 1848 et siégea parmi la droite conservatrice, favorable au général Cavaignac, avant de soutenir Louis-Napoléon Bonaparte après l'élection de ce dernier à la présidence de la République. Il fut réélu député à la faveur d'une élection partielle en juin 1849 (plusieurs députés partisans de Ledru-Rollin ayant été arrêtés) et soutint la politique du prince-président jusqu'au coup d'État du 2 décembre 1851.
Émile Dollfus devint également conseiller général en 1852.